# 木津川橋梁 (近鉄京都線)
木津川橋梁（きづがわきょうりょう、Kizu-Gawa Bridge）は、京都府城陽市と京都府京田辺市の間を流れる木津川にかかる鉄道用プレートガーダー橋である。奈良電気鉄道が自社線（現在の近畿日本鉄道京都線）の開業にあたり架設した。

## 建設経緯
様々な紆余曲折の末、京都と大和西大寺の間を幾分蛇行しつつも、ほぼ一直線に結ぶ線形での建設が決定した奈良電気鉄道線は、そのルート選定上2カ所で大河を渡河する必要に迫られた。
一方は淀川の本流に当たる宇治川、もう一方は同じく淀川の支流にあたる木津川である。
これら、ことに青山高原に端を発し伊賀盆地で西に向きを変えて下ってきた木津川は、新祝園 - 山田川間の東方、現在の木津川市付近で北西へ向きを変えて奈良電気鉄道線にしばらく併走、現在の京田辺市に入ってさらに西寄りへ向きを変えた後、八幡市で淀川本流に合流する大河であるため、いずこの地点で渡河するにせよ、長大な橋梁の架設は不可避であった。
そこで、奈良電気鉄道線の建設計画を進めた浅井郁爾技師長を筆頭とする技術陣は、渡河地点として京都府久世郡富野荘村字枇杷荘と京都府綴喜郡田辺町字浜新田の間の木津川が大きく向きを変える地点を選定、ここに松尾鉄骨橋梁が製作した70フィート長プレートガーダー桁21連と30フィート長形鋼桁1連を架設することとした。

## 構造
設計当時としては一般的な設計の鋼板リベット組み立てによる上路式単線プレートガーダー桁を2列に並べた、シンプルな構造の橋梁である。
各桁は片側3分割構造を採用しており、まず足場を河中に組んでから3枚のパネルを橋脚上に順次引き上げて2カ所の結合部分で仮受した後、残る3枚を引き上げて結合し、組み立てるという手順を繰り返すことで効率的な架橋作業を行っている。
桁を支える橋脚は鉄筋コンクリート製の框構橋が採用された。その基礎には、外径2.44m（8フィート）、厚さ203.2mm（8インチ）のコンクリート筒を予め製作してこれを立て、上部に荷重を加えつつ内部を掘ることで沈下させるオープンケーソン工法を用いている。

## 現状
本橋梁は澱川橋梁・伏見第一・第二高架橋と並ぶ奈良電気鉄道線の重要施設の一つであり、奈良電気鉄道が近畿日本鉄道へ吸収合併され同社京都線となった際にもそのまま承継された。
2020年現在においても、ほぼ完成時の姿のまま実用に供され続けている。